# Premis Ondas 2022
Els Premis Ondas 2022 van ser la seixanta-novena edició dels Premis Ondas, atorgats el 14 de desembre de 2022 al Gran Teatre del Liceu de Barcelona i presentats per Llum Barrera i Aimar Bretos. Es van donar a conèixer el 26 d'octubre de 2023. Es presentaren 556 candidatures de 15 països d'arreu del món.

## Premis Ondas Internacionals de Ràdio
- Premi Ondas Internacional de Ràdio: Limbo, emès pel programa Latino USA a Public Radio Exchange Produït per Futuro Media Group.

## Premis Ondas Internacionals de Televisió
- Premi Ondas Internacional de Televisió: Crimes de guerre, avec les enquêteurs en Ukraine de Radio télévision suisse.

## Premis Ondas Nacionals de Ràdio
- Millor programa de ràdio: El Món a Rac 1 de RAC1.
- Menció especial del jurat: La Desbandá d'Onda Color.
- Trajectòria o millor labor professional: Carles Francino de Cadena SER.
- Millor idea radiofònica: Mirando al Espacio, de Sergio Mena en Cadena SER.
- Millor programació especial: Cobertura de RNE de la guerra d'Ucraïna, per l'enviat especial Fran Sevilla.
- Millor podcast o programa d'emissió : Misterio en la Moraleja d'Eva Lamarca a Spotify.
- Millor programa de ràdio de proximitat: Especial Cárceles Vascas del programa Bulevar de Radio Euskadi.

## Premis Ondas Nacionals de Televisió
- Millor programa d'entreteniment: Saber y ganar de Televisión Española.
- Millor programa d'actualitat o cobertura especial: Cobertura de la guerra d'Ucraïna pels serveis informatius de Televisió Espanyola.
- Millor presentador o presentadora: Andreu Buenafuente per Late motiv.
- Millor sèrie de comèdia: La que se avecina de Mediaset.
- Millor sèrie de drama: Cardo d'Atresmedia.
- Millor intèrpret masculí en ficció: Javier Cámara per la saga de Vota Juan, Vamos Juan y Venga Juan de TNT.
- Millor intèrpret femenina en ficció: Elena Rivera Villajos per Alba, Los herederos de la tierra i Sequía.
- Millor emissió per emissores o cadenes no nacionals: Joc de cartes de TV3.
- Millor documental o sèrie documental: 800 metros de Netflix.

## Premis Ondas Nacionals de Música
- Premi Nacional de música a la trajectòria: Luz Casal.
- Fenomen musical de l'any: Dani Fernández de Warner Music Spain.
- Millor espectacle, gira o festival: Concert de clausura de la gira “La Cruz del Mapa - Hay que vivir el momento” de Manuel Carrasco, de Universal Music-Riff.
- Menció especial: Festival Porta Ferrada de The Project Music Company SL.

## Premis Ondas Nacionals de Publicitat en Ràdio
- Millor campanya de publicitat en ràdio: "Tiempos aún más confusos" de la Agencia David Madrid, per l'anunciant Burger King.
- Millor agència de ràdio: Mono Madrid.